# Amblystegium stricto-serpens
Amblystegium stricto-serpens är en bladmossart som beskrevs av Dixon in Christophersen 1960. Amblystegium stricto-serpens ingår i släktet Amblystegium och familjen Amblystegiaceae. Inga underarter finns listade i Catalogue of Life.